# Utekáč
Utekáč (hongrois : Újantalvölgy) est un village de Slovaquie situé dans la région de Banská Bystrica.

## Histoire
La première mention écrite du village date de 1593.

## Démographie

### Évolution de la population
| Année:               | 1994. | 2004.    | 2014.    | 2024.    |
| -------------------- | ----- | -------- | -------- | -------- |
| Nombre de personnes: | 1299  | 1142     | 1005     | 825      |
| Différence:          |       | -12,08 % | -11,99 % | -17,91 % |

| Année:               | 2023. | 2024.   |
| -------------------- | ----- | ------- |
| Nombre de personnes: | 837   | 825     |
| Différence:          |       | -1,43 % |